# 艾利根贝格
艾利根贝格（法語：Heiligenberg，法語發音：[ailigənbɛʁɡ]）是法国下莱茵省的一个市镇，属于莫尔塞姆区。 

## 地理
艾利根贝格（48°32'17"N, 7°23'24"E）面积5.47 平方千米，位于法国大東部大區下莱茵省，该省份为法国大陆部分最东部的省份，是阿尔萨斯的一部分，今与上莱茵省组成了阿尔萨斯欧洲集体，其南至上莱茵省，西南接孚日省和默尔特-摩泽尔省，西接摩泽尔省，北与德国接壤，东侧沿莱茵河与德国相望。
与艾利根贝格接壤的市镇（或旧市镇、城区）包括：斯蒂、布吕什河畔丁赛姆、格雷斯维莱尔、莫尔基什、涅德拉斯拉克。
艾利根贝格的时区为UTC+01:00、UTC+02:00（夏令时）。

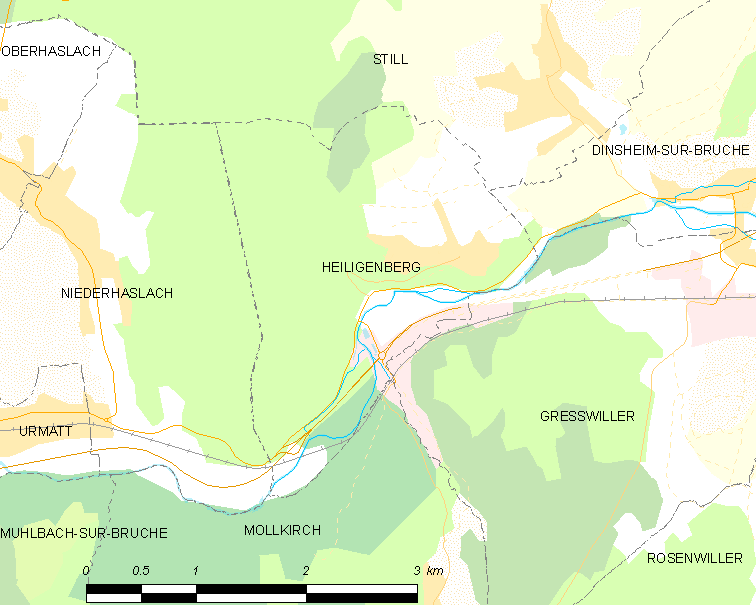
艾利根贝格的OSM定位图

## 行政
艾利根贝格的邮政编码为67190，INSEE市镇编码为67188。

## 政治
艾利根贝格所属的省级选区为米齐格县。

## 人口

1962-2008年间艾利根贝格人口变化图示

艾利根贝格于2022年1月1日时的人口数量为695人。